# Frank Drebin

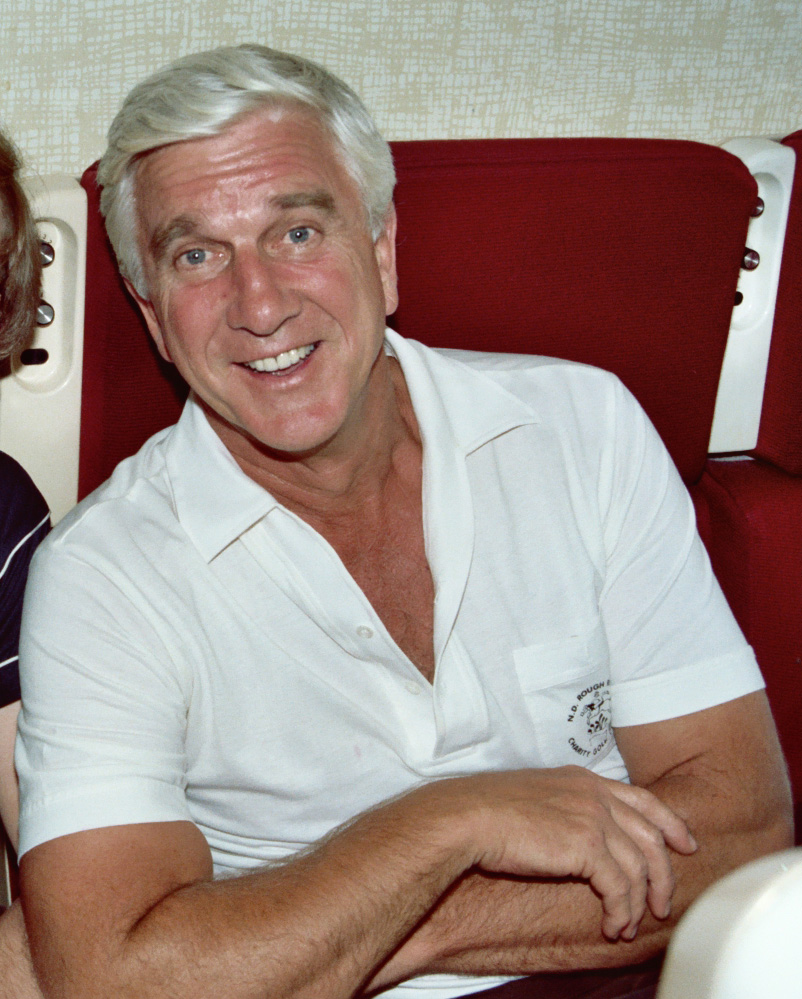
Leslie Nielsen, 1982.

Frank Drebin är en fiktiv kommissarie spelad av Leslie Nielsen i Den nakna pistolen-filmerna och den föregående tv-serien Police Squad! (1982).

## Fiktiv biografi
Frank är huvudperson i filmerna och brukar ofta göra bort sig omedvetet. Frank är av holländskt-irländskt ursprung, hans pappa kom från Wales enligt första filmen.

## Mottagande
2008 hamnade figuren på plats 55 i tidningen Empires lista The 100 Greatest Movie Characters of All Time liksom 2019 på plats 74 i en ny lista.